# Chwedkowicze
Chwedkowicze (biał. Федзькавічы, Fiedźkawiczy; ros. Федьковичи, Fied`kowiczi) – wieś na Białorusi, w obwodzie brzeskim, w rejonie żabineckim, w sielsowiecie Rokitnica.

## Historia
W XIX i w początkach XX w. położone były w Rosji, w guberni grodzieńskiej, w powiecie kobryńskim, w gminie Rohoźna, której zarządu były siedzibą.
W dwudziestoleciu międzywojennym leżały w Polsce, w województwie poleskim, w powiecie kobryńskim, do 18 kwietnia 1928 w gminie Rohoźna, następnie w gminie Żabinka. W 1921 miejscowość liczyła 194 mieszkańców, zamieszkałych w 34 budynkach, w tym 183 Białorusinów i 11 Polaków. 183 mieszkańców było wyznania prawosławnego, 8 mojżeszowego i 3 rzymskokatolickiego.
16 września 1939 miały tu miejsce walki 183 Pułku Piechoty z Niemcami.
Po II wojnie światowej w granicach Związku Sowieckiego. Od 1991 w niepodległej Białorusi.

## Transport
Chwedkowicze położone są przy węźle drogi magistralnej M1 (Moskwa – Mińsk – Brześć) z drogą republikańską R7. Przy drodze magistralnej znajdują się tu miejsce obsługi podróżnych i punkt kontroli pojazdów ciężarowych. Przed wprowadzaniem opłat elektronicznych BelToll, zlokalizowane były tu bramki poboru opłat, zdemontowane w 2018.

## Ludzie związani z miejscowością
- Andriej Trofimuk – radziecki geolog i mineralog; urodzony w Chwedkowiczach